# Günther d'Alquen
Günther d'Alquen (Essen, 24 oktober 1910 – Mönchengladbach-Rheydt, 15 mei 1998) was een Duits journalist voor de NSDAP en de SS. 
Hij werd in 1928 lid van de NSDAP en begon artikelen te publiceren voor het SS-weekblad Das Schwarze Korps en werd in 1935 hoofdredacteur hiervan. In de Tweede Wereldoorlog was hij tevens oorlogsjournalist voor de SS en hoofd van de SS-Standarte Kurt Eggers, de propaganda-afdeling van de Waffen-SS.
d'Alquen werd in 1955 en 1958 veroordeeld wegens racisme. Na zijn rechtszaak werd hij een oorlogstrofee die van de ene geallieerde gevangenis naar de andere werd overgebracht. Toen hij terugkwam in Duitsland werd het hem verboden ooit nog artikelen te publiceren, hoewel hij tot zijn dood in 1998 heeft volgehouden nooit van genocide en Holocaust af te hebben geweten. 

## Carrière
d'Alquen bekleedde verschillende rangen in zowel de Allgemeine-SS als Waffen-SS. De volgende tabel laat zien dat de bevorderingen niet synchroon liepen.
| Datums              | Allgemeine-SS          | Waffen-SS                                 |
| ------------------- | ---------------------- | ----------------------------------------- |
| 10 april 1931       | SS-Anwärter            | —                                         |
| 10 april 1931       | SS-Mann                | —                                         |
| 1 oktober 1932      | SS-Sturmführer         | —                                         |
| 9 november 1933     | SS-Obersturmführer     | —                                         |
| 1 juni 1934         | SS-Hauptsturmführer    | —                                         |
| 30 januari 1935     | SS-Sturmbannführer     | —                                         |
| 16 oktober 1935     | SS-Obersturmbannführer | —                                         |
| 1 januari 1937      | SS-Standartenführer    | —                                         |
| 1 maart 1940        | —                      | SS-Untersturmführer der Reserve (W-SS)    |
| 30 april 1940       | —                      | SS-Obersturmbannführer der Reserve (W-SS) |
| 1 augustus 1940     | —                      | SS-Hauptsturmführer der Reserve (W-SS)    |
| 9 november 1941     | —                      | SS-Sturmbannführer der Reserve (W-SS)     |
| 10 augustus 1943    | —                      | SS-Obersturmbannführer der Reserve (W-SS) |
| 1943 - 21 juni 1944 | —                      | SS-Standartenführer der Reserve           |

## Lidmaatschapsnummers
- NSDAP-nr.: 66 689[2] (lid geworden 27 augustus 1927[1])
- SS-nr.: 36 163[2] (lid geworden 10 april 1931)

## Decoraties
Selectie:
- Duitse Kruis in zilver op 21 december 1944 als commandant van de SS Kriegsberichter Standarte Kurt Eggers[1]
- IJzeren Kruis 1939, 1e Klasse en 2e Klasse (1939)
- Gouden Ereteken van de NSDAP[1]
- Allgemeines Sturmabzeichen[1]
- Ehrenwinkel der Alten Kämpfer[4]
- Kruis voor Oorlogsverdienste, 1e Klasse  en 2e Klasse met Zwaarden[1]
- Commandeur in de Orde van de Italiaanse Kroon[1]
- Militaire Orde van Verdienste (Bulgarije)[1]